# 金西嶺
75°23′S 139°8′W / 75.383°S 139.133°W
金西嶺（英語：Kinsey Ridge）是南極洲的山嶺，位於瑪麗伯德地，處於斯特勞斯冰川中游，美國地質調查局根據測量和該國海軍的空中照片繪入地圖，現時由南極條約體系管理。